# Зосим
Вижте пояснителната страница за други личности с името Зосим.
Зосим е римски историк от края на 5 век. Живее в Константинопол по времето на византийския император Анастасий I (491 – 518).
Неговата творба се нарича „Historia Nova“ („Нова история“) и в нея е изложена историята на Римската империя. Съдържа ценни сведения за въоръжените борби в различните римски провинции, описва и нахлуванията на вестготите. Има данни и за въстанията в Мала Азия, Сирия и Тракия.